# Медведжя (община)
Медведжя (серб. Медвеђа) — община в Сербии, входит в Ябланичский округ.
Население общины составляет 7 438 человек (2011 год). Занимаемая площадь — 524 км².
Административный центр общины — город Медведжя. Община Медведжя состоит из 44 населённых пунктов.

## Населённые пункты
- Богуновац
- Боровац
- Варадин
- Велика-Браина
- Врапце
- Газдаре
- Горни-Бучумет
- Горни-Гайтан
- Горня-Лапаштица
- Грбавце
- Губавце
- Гургутово
- Дони-Бучумет
- Дони-Гайтан
- Доня-Лапаштица
- Джюлекаре
- Дренце
- Капит
- Леце
- Мала-Браина
- Маровац
- Мачедонце
- Мачедонце (Реткоцерско)
- Медведжя
- Медевце
- Мрконе
- Негосавле
- Петриле
- Пороштица
- Пусто-Шилово
- Равна-Баня
- Реткоцер
- Руйковац
- Свирце
- Сиярина
- Сияринска-Баня
- Спонце
- Средни-Бучумет
- Стара-Баня
- Стубла
- Туларе
- Тупале
- Црни-Врх
- Чокотин

## Статистика населения общины
| Год  | Население, чел. |
| ---- | --------------- |
| 1948 | 22 478          |
| 1953 | 24 300          |
| 1961 | 24 244          |
| 1971 | 20 792          |
| 1981 | 17 219          |
| 1991 | 13 368          |
| 2002 | 10 760          |
| 2011 | 7 438           |